# Johannes Vollmer

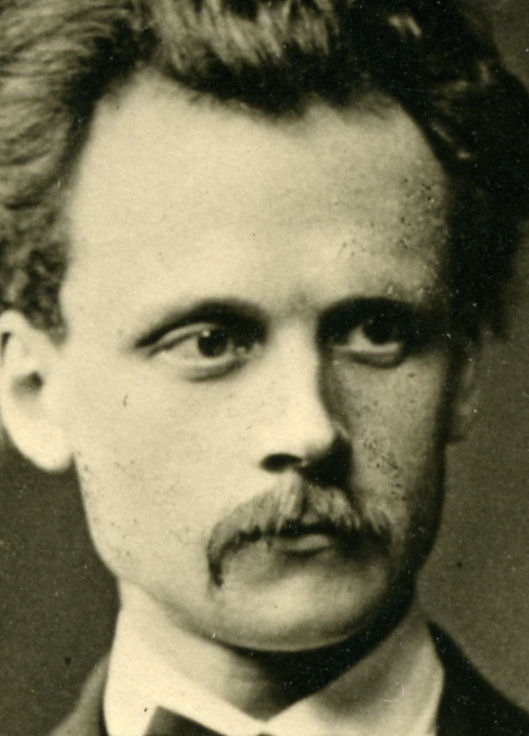
Johannes Vollmer (1874)

Johannes Vollmer (Hamburg, 30 januari 1845 – Lübeck, 8 mei 1920) was een Duits architect, die vooral bekend vanwege zijn evangelische kerken.
In 1874 werd Vollmer de assistent van professor Johannes Otzen aan de Technische Hogeschool Charlottenburg, waar hij in 1885 zelf tot professor werd benoemd. Vollmer gaf de voorkeur aan neoromaanse en neogotische stijlvormen. Tot zijn werken in Berlijn behoren de stations Friedrichstraße en Hackescher Markt (beide 1878-1882), de Kaiser-Friedrich-Gedächtniskirche (1892-1895; verwoest 1943), de Wichernkirche en een grafkapel op het Luisenfriedhof III.
Rond de eeuwwisseling werkte hij samen met de architect Heinrich Jassoy. Samen bouwden zij in Heilbronn vanaf 1895 de Friedenskirche en renoveerden tussen 1897 en 1906 het stadhuis en de Nikolaikirche aldaar. Daarnaast ontwierpen zij in 1897 de Villa Carl Knorr, de grondlegger van het voedingsmerk Knorr. In Stuttgart werden naar ontwerp van Vollmer en Jassoy van 1901 tot 1905 het stadhuis gebouwd en in Koblenz van 1901 tot 1904 de Christuskirche. Vollers zoon was de encyclopedist Hans Vollmer.
- Gemeinsame Normdatei: 118996126
- International Standard Name Identifier: 0000 0000 5266 9786
- Library of Congress Control Number: nr95027218
- Nederlandse Thesaurus van Auteursnamen: 079977642
- RKD-Nederlands Instituut voor Kunstgeschiedenis: 427549
- Virtual International Authority File: 7645149108493668780009